# Banco Latino
El Banco Latino fue una institución financiera venezolana fundada en Caracas en 1950.

## Historia
El Banco Latino es fundado originalmente como Banco Francés e Italiano para América del Sur (Banque Française et Italienne pour L'Amérique du Sud) el 17 de febrero de 1950 con sede en la capital de Venezuela con la misión de captar los ahorros de miles de inmigrantes  (especialmente italianos) que habían venido a Venezuela después de la Segunda Guerra Mundial. 
En 1967 -con su centro administrativo ubicado en el edificio Sudameris-  cambia el nombre en Banco Latinoamericano de Venezuela y como consecuencia de la medida gubernamental de venezolanización de la banca finalmente se decide la denominación social Banco Latino el 7 de febrero de 1975. Fue cerrado en 1994 en medio de una severa crisis financiera que abarcó a más de la mitad del sistema bancario venezolano y liquidado por el Fondo de Garantía de Depósitos a mediados de 2000

### Inicios
Queda registrado en el Juzgado de Primera Instancia en lo Mercantil del Distrito Federal, número 311, Tomo 1-A. Su primera Junta Directiva estuvo presidida por el Dr. Rafael Pizani (1950-1952). Le siguieron Nicolás Dominici (1952-1955), Elbano Adriani (provisional 1955-1956), Luis Gerónimo Pietri (1956-1965) y Enrique Benedetti (1966-1974).
El Banco estaba controlado inicialmente por un pool de Bancos franceses y por la "Banca Commerciale Italiana" de Milán, a través de un presidente ejecutivo (el más renombrado fue el francés Jahn) y sus vicepresidentes con funciones de directivos "técnicos" (como Pompeo D'Ambrosio).
Después del primer triunfo electoral de Carlos Andrés Pérez, a partir del año 1974 Pedro R. Tinoco (hijo), exministro de Hacienda del primer gobierno de Rafael Caldera, fue nombrado presidente del Banco. Bajo su mandato se le cambió el nombre a la institución, primero a Banco Latinoamericano de Venezuela y luego a Banco Latino.

### Expansión
Con la gestión de Pedro Tinoco hijo el Banco creció hasta convertirse en el segundo banco más grande del país. Según algunos críticos, su gestión y la de sus sucesores, tuvo una mayor implicación política de lo conveniente. Por mandato de la Ley de Bancos el Grupo accionario extranjero liderado por la "Banca Sudameris", debió reducir su participación al 20% de las acciones, que vendió en 1990 cuando se retiraron de Venezuela. 
El banco atendía a una importante clientela industrial, comercial y en particular a la colonia italiana. Derivado de los conflictos políticos y la relevancia de sus accionistas, a finales de los años 70, durante el primer gobierno del expresidente Carlos Andrés Pérez, el Banco Latino se conocía como el banco de "los 12 apóstoles". Esta frase, acuñada por el libro del mismo nombre escrito por el militante de izquierda Pedro Duno se definía como "apóstol" a un grupo de empresarios muy cercanos al gobierno de Carlos Andrés Pérez. Sus fortunas se relacionaban con contratos de obras públicas, el comercio, la industria, la banca y medios de comunicación. 
Después de dirigir el banco por más de 15 años y expandirlo a todos los sectores económicos, en febrero de 1989, al inicio del segundo gobierno de Carlos Andrés Pérez quién derrota a Eduardo Fernández, Pedro Tinoco fue nombrado presidente del Banco Central de Venezuela. Como se observa, Pedro Tinoco h, fue un alto funcionario de los gobiernos de los dos políticos más relevantes de la historia democrática de Venezuela. Ministro de Hacienda de Rafael Caldera y Presidente del Banco Central de Venezuela en la segunda presidencia de Carlos Andrés Pérez.
Durante los casi cuatro años en que estuvo al frente del Banco Central, el Banco Latino pasó del quinto al segundo lugar entre los bancos comerciales venezolanos y al primer lugar en depósitos de ahorro. A su salida del Banco Central, Pedro Tinoco regresó a su bufete de abogados y a sus posiciones en el gran conglomerado. Entre los directivos del Banco Latino quedaban Ricardo Cisneros hermano del "apóstol" Gustavo Cisneros, Siro-Febres Cordero, Edwin Acosta-Rubio y Gustavo Gómez López, discípulo de Pedro Tinoco. Estos controlaban la directiva del banco, a la cual también pertenecía Francisco Pérez Rodríguez, hermano del presidente de la República, Carlos Andrés Pérez.

### Crisis 1993-1994
En medio del programa de ajustes económicos aplicado por el gobierno de Carlos Andrés Pérez, el 4 de febrero de 1992 se produjo un primer intento de golpe de Estado liderado por quien sería luego presidente de Venezuela Hugo Chávez, posteriormente un segundo golpe militar liderado por Hernán Gruber Odremán el 27 de noviembre de ese mismo año. Ello representó que el apoyo político a Carlos Andrés Pérez se debilitara gravemente, fue abandonado por su partido Acción Democrática controlado por Luis Alfaro Ucero, quién tenía acuerdos políticos con Rafael Caldera. El grupo relacionado con el Banco Latino ya tenía algún tiempo apoyando la candidatura de Eduardo Fernández, para ese entonces secretario general del partido social cristiano COPEI, quien luego sería derrotado en las primarias de su partido por Oswaldo Álvarez Paz. El Grupo, apoyado entre otros por el Partido Comunista de Venezuela y quien resurgió electoralmente, por su respaldo a los militares insurgentes.
Entre octubre de 1993 y enero de 1994, el banco experimentó una “corrida de depósitos” y una campaña de rumores.  
El deterioro de la situación política llevó a la defenestración de Carlos Andrés Pérez, a quien le siguieron dos presidentes interinos Octavio Lepage y Ramón José Velásquez. Posteriormente, la muerte de Pedro Tinoco en marzo de 1993, la derrota de Álvarez Paz y la victoria electoral de Rafael Caldera en diciembre de 1993, produjeron una secuencia de eventos que derivaron entre otras cosas, en la intervención y cierre temporal del Banco Latino el 16 de enero de 1994. Se decretó este cierre durante el gobierno interino de Ramón J. Velásquez.

## El fin
En 1995 Banesco se hace con gran parte de las acciones del Banco Latino, adquiriendo toda su parte operativa y sucursales.
La decisión de la intervención y su manejo, detonó la mayor crisis financiera similar a la Crisis bancaria de 2009 en Venezuela. Cerca del 60% del sistema bancario fue clausurado.[cita requerida] Según el Gobierno y el sector político en general, las causas de la intervención del Banco Latino eran las prácticas bancarias irregulares, deshonestidad, fraudes, abusos y desmanes por parte de su Junta Directiva, tolerados por las autoridades de supervisión, que les protegían políticamente. Según sus directivos, las decisiones gubernamentales fueron políticamente motivadas. Varios directivos denunciaron la política de los Doce Apóstoles con Carlos Andres Perez y Pedro Tinoco, entre ellos Pompeo D'Ambrosio. Cuando se derrumbó en 1994 el Banco Latino, Pompeo D'Ambrosio fue aplaudido por la Asociación de Empleados del Banco, en su discurso final de acusación en contra de la corrupción de Tinoco y su Junta Directiva (Siro Febres-Cordero, etc..).
Para el momento de su intervención el Banco Latino era una de las instituciones financieras más grandes e influyentes del país. Era el primer banco en cuentas de ahorro, manejaba las cuentas de las fuerzas armadas, las petroleras, las fuerzas policiales y con sus aliados bancarios en todo el país (Banco de Maracaibo, Banco Barinas, Banco de Occidente, Banco Capital, Fiveca y otros), operaba cerca del 30% de las cuentas correspondientes al sector privado venezolano en todas las áreas de la producción. Para la segunda mitad de 1994, el Banco Latino era el primer receptor de depósitos de ahorro, el segundo en depósitos totales, y el Grupo Latino configuraba el conglomerado más grande del sector financiero nacional.
Sus expresidentes Antonio Ugueto, Gustavo Gómez López y Giácomo León, los miembros de la Junta Directiva y 83 personas, entre empleados y clientes, fueron acusados criminal y civilmente en Venezuela, Estados Unidos, Colombia, Suiza y Curazao, donde existían sucursales internacionales. Algunos de ellos fueron encarcelados, se solicitaron extradiciones a Estados Unidos, España, Reino Unido, Egipto y otros países.

### Liquidación
Después de casi una década de juicios, y por sentencias definitivamente firmes, provenientes de los tribunales de todas las jurisdicciones donde fueron acusados, todos los acusados fueron absueltos de los cargos criminales, y las demandas civiles en su contra, fueron declaradas sin lugar.
El Banco Latino fue liquidado según Resolución n.° 37.027 del Ministerio de Finanzas de la República Bolivariana de Venezuela, Junta de Regulación Financiera, con fecha 1º de septiembre de 2000. Si bien desde 1995 todas sus operaciones fueron absorbidas por Banesco.

## Eslogan
Años 80
- El Banco de hoy

Años 90
- La Generación de los que saben lo que hacen                       .

## Instrumentos financieros
- Tarjetas de débito
  - Latino Efectivo
- Tarjetas de crédito
  - Visa Banco Latino
- Cuentas corrientes
  - Mi Cheque (cuenta corriente para jóvenes)
  - Cuenta corriente tradicional
  - Chequera especial para zurdos
- Cuentas de ahorros
  - Libreta de la Fortuna Latino Ahorro